# Бейнье, Ромен
Роме́н Бейнье́ (фр. Romain Beynié; 6 мая 1987, Лион) — французский футболист, опорный полузащитник.

## Карьера
Ромен Бейнье — воспитанник клуба «Олимпик Арбресль». В 2001 году он перешёл в «Олимпик Лион». В молодёжной академии Бейнье был капитаном юношеских команд, стал чемпионом Франции до 16 лет (2004), до 18 лет (2005), среди резервных команд (2006), дважды становился финалистом кубка Гамбарделлы (2004, 2005). В 2005 году он дебютировал в основном составе команды, выйдя на замену на 90-й минуте матча Лиге чемпионов с «Русенборгом». В 2008 году Бейнье был отдан в аренду в бельгийский клуб «Тюбиз», вышедшему в Лигу Жюпиле, для того, чтобы набраться игровой практики. Бейнье провёл за клуб 24 матча из 34 игр чемпионата, однако не смог помочь команде, которая заняла предпоследнее место и вылетела во второй дивизион. В июле 2009 года Бейнье прошёл просмотр в клубе «Тур», но неудачно. 1 февраля 2010 года Бейнье перешёл в клуб «Геньон».
Вызывался в юношеские сборные Франции. В 2005 году вместе со сборной выиграл Кубок Меридиана и турнир Монтегю.